# Slow Grenade
«Slow Grenade» es una canción de la cantante británica Ellie Goulding con el cantante estadounidense Lauv. Se lanzó como el tercer sencillo del cuarto álbum de estudio de Goulding, Brightest Blue, a través de Polydor Records el 30 de junio de 2020. Fue escrita por Goulding, Lauv, Leland, Joe Kearns, OZGO, bajo la producción de Joe Kearns y OZGO.

## Antecedentes y lanzamiento
Goulding anunció la canción en las redes sociales el 29 de junio. Se lanzó el 30 de junio y un video de la letra fue lanzado el 3 de julio.

## Posicionamiento en listas
| Listas (2020)                       | Mejor posición |
| ----------------------------------- | -------------- |
| Estados Unidos (Digital Song Sales) | 31             |
| Nueva Zelanda Hot Singles (RMNZ)    | 12             |
| Portugal (AFP)                      | 82             |

## Historial de lanzamiento
| País      | Fecha               | Formato                     | Discográfica    | Ref    |
| --------- | ------------------- | --------------------------- | --------------- | ------ |
| Varios    | 30 de junio de 2020 | Descarga digital, streaming | Polydor Records | [ 11 ] |
| Australia | 3 de julio de 2020  | Contemporary hit radio      | UMA, Polydor    | [ 12 ] |